# Вайнштейн Арон Ісаакович
Арон Ісаакович Вайнштейн (Ієрахміель або Рахміель) (23 листопада 1877, Вільно — 12 лютого 1938) — член Української Центральної Ради, голова мінської міської думи, голова Бунду, заступник голови Ради народних комісарів Білоруської СРР.

## Біографія
В кінці 1890-х рр. Вайнштейн очолював відділення Бунду в Варшаві. Він керував рядом видань Бунду, зокрема газетою «Дер Бунд». В 1906 після невдалої революції 1905—1906 рр., підтримував «легальний» напрям діяльності Бунда. Був представником Бунду на конференціях РСДРП перед Першою Світовою війною. Протягом політичної діяльності Вайнштейн декілька разів заарештовувався та перебував у в'язниці. В 1915 р. Вайнштейн був засланий до Сибіру, звідки повернувся після лютневої революції 1917 року. На 10-й конференції Бунду (квітень 1917 року) Вайнштейн був обраний головою Центрального комітету цієї організації. В тому ж році переїхав до Мінська. На 11-й конференції (березень 1919) Вайнштейн примкнув до лівого крила Бунду і відіграв вирішальну роль в приєднанні Комбунду до комуністичної партії в 1921 р. Вайнштейн був членом Центрального виконкому рад в Білорусі. Брав участь у розробці планів створення єврейських сільськогосподарських поселень. 3 лютого 1938 року Вайнштейн був заарештований та звинувачений в «бундовському націоналізмі», 9 лютого 1938 року у в'язниці покінчив життя самогубством.